# Diascia bergiana
Diascia bergiana là một loài thực vật có hoa trong họ Huyền sâm. Loài này được Link & Otto mô tả khoa học đầu tiên năm 1820.